# Albizia brevifolia
Albizia brevifolia är en ärtväxtart som beskrevs av Schinz. Albizia brevifolia ingår i släktet Albizia och familjen ärtväxter. Inga underarter finns listade i Catalogue of Life.